# Józef Stachowski

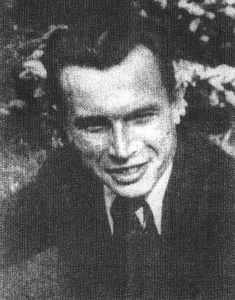
Józef Stachowski zdjęcie z czasów wojny

Józef Stachowski (ur. 3 marca 1913 w Żabieńcu k. Garwolina, zm. 30 grudnia 1944 w Garwolinie) – polski poeta.

## Życiorys
Pochodził z rodziny chłopskiej, miał troje rodzeństwa. Jego matka zmarła gdy miał trzy lata, zaś ojciec gdy Józef miał lat osiem. Wychowywało go starsze rodzeństwo (dwaj bracia oraz siostra). W 1932 roku ukończył gimnazjum w Garwolinie, studiował na Wydziale Humanistycznym Uniwersytetu Warszawskiego. Podczas studiów związany był z Klubem Artystycznym „S” oraz kręgiem poetów skupionych wokół Józefa Czechowicza z którym łączyło go pokrewieństwo tematyki. Tytuł magistra uzyskał w 1936 roku pisząc pracę magisterską o poezji C. K. Norwida.
Debiutował na łamach prasy w 1935 roku w „Lewarze” oraz „Okolicy poetów”. Uczył w szkołach średnich w Milanówku i w Garwolinie. W czasie wojny brał udział w tajnym nauczaniu i konspiracyjnym życiu literackim.
30 grudnia 1944 r. zginął w wypadku samochodowym w okolicach Garwolina. Pochowany na cmentarzu Parafii Przemienienia Pańskiego w Garwolinie (sektor 6-5-2).

## Publikacje
- Jaworowa baśń (1939) – poezje
- Poezje 1933–1944 (1958) – wybór poezji

## Upamiętnienie
- W Garwolinie znajduje się ulica im. Józefa Stachowskiego.
- Co roku (począwszy od 2012 r.) w miesiącu urodzin Józefa Stachowskiego tj. w marcu w Miejsko-Powiatowej Bibliotece Publicznej w Garwolinie organizowany jest konkurs recytatorski „Józef Stachowski - Poeta z moich stron”. Konkurs skierowany jest do młodzieży ze szkół gimnazjalnych i ponadgimnazjalnych i stawia sobie za cel przybliżenie twórczości oraz życiorysu poety.